# Pervenstvo Rossii sredi ljubitel'skich futbol'nych klubov
Il Pervenstvo Rossii sredi ljubitel'skich futbol'nych klubov (in russo: Первенство России среди любительских футбольных клубов, cioè Campionato della Russia tra società di calcio dilettantistiche)  è il quarto livello del campionato russo di calcio, il primo non professionistico.

## Formula
Alla fine di ogni stagione dieci squadre sono promosse in Vtoraja liga Rossii, la più passa categoria professionistica, ma l'iscrizione è in ogni caso subordinata al soddisfacimento di requisiti economici da parte dei club; la lega è divisa in dieci regioni:
- Mosca centro
- Oblast' di Mosca (Podmoskovye)
- Nord-Ovest
- Anello d'oro (Zolotoe kol'co)
- Sud
- Sud-Ovest
- Urali e Siberia occidentale
- Volga (Privolž'e)
- Est
- Siberia

In alcuni gironi esistono due differenti livelli interregionali, mentre in altri esiste un unico livello al di sotto del quale esistono solo i campionati regionali, cioè organizzati a livello di oblast', repubblica, territori e circondari.
I dieci vincitori dei dieci gironi si affrontano in un torneo finale atto a determinare il campione russo dei dilettanti.

## Storia
Il campionato nasce  nel 1987, quando la Russia faceva ancora parte dell'Unione Sovietica; tra il 1994 e il 1997 fu il quinto livello in quanto esisteva la Tret'ja Liga (letteralmente: terza lega), che era il quarto livello professionistico. Nei primi anni dopo la dissoluzione dell'Unione Sovietica il numero di gironi variò, fino a stabilizzarsi, con la riforma dei campionati russi del 1998, a dieci, organizzati su base geografica. 

## Albo d'oro

### Otto gironi
| Stagione | Estremo oriente      | Siberia           | Urali                 | Nord                  | Volga               | Volga settentrionale    | Centro                         | Caucaso              | Vincitore finale    |
| -------- | -------------------- | ----------------- | --------------------- | --------------------- | ------------------- | ----------------------- | ------------------------------ | -------------------- | ------------------- |
| 1992     | Portovik Vladivostok | Motor Prokopyevsk | Metiznik Magnitogorsk | Stroitel Severodvinsk | Metallurg Volzhskiy | Mashinostroitel Belebey | FK Obninsk e Kristall Smolensk | Stroitel Vladikavkaz | Metallurg Volzhskiy |

### Undici gironi
| Stagione | Nord ovest       | Centro A           | Centro B       | Centro C                       | Volga A          | Volga B      | Sud            | Urali          | Siberia        | Estremo oriente           | Vincitore finale     |
| -------- | ---------------- | ------------------ | -------------- | ------------------------------ | ---------------- | ------------ | -------------- | -------------- | -------------- | ------------------------- | -------------------- |
| 1993     | Khimik Koryazhma | Avangard Lyudinovo | Rossiya Moskva | Mashinostroitel Sergiyev Posad | Volga Cheboksary | Kolos Bykovo | Spartak Alagir | Torpedo Kurgan | Dorozhnik Uyar | Dinamo-Diamant Khabarovsk | Avtomobilist Noginsk |

### Nove gironi
| Stagione | Estremo oriente     | Siberia           | Urali          | Centro A        | Centro B                | Centro C     | Volga A         | Volga B       | Sud                 | Vincitore finale |
| -------- | ------------------- | ----------------- | -------------- | --------------- | ----------------------- | ------------ | --------------- | ------------- | ------------------- | ---------------- |
| 1994     | Voskhod Vladivostok | Victoria Nazarovo | Torpedo Kurgan | Spartak Bryansk | Krasnogvardeyets Moskva | Almaz Moskva | Planeta Bugulma | APK Morozovsk | Torpedo Vladikavkaz | Torpedo Kurgan   |

| Stagione | Estremo oriente     | Siberia        | Urali             | Anello d'oro     | Centro A        | Centro B    | Centro C          | Volga        | Sud                | Vincitore finale   |
| -------- | ------------------- | -------------- | ----------------- | ---------------- | --------------- | ----------- | ----------------- | ------------ | ------------------ | ------------------ |
| 1995     | Rybak Starodubskoye | Yantar Seversk | Zenit Chelyabinsk | Kovrovets Kovrov | Novotor Torzhok | Roda Moskva | Lebedinets Gubkin | Iskra Engels | Izumrud Timashevsk | Izumrud Timashevsk |

### Dodici gironi
| Stagione | Estremo oriente      | Siberia                | Urali            | Nord-ovest                  | Anello d'oro          | Oblast' di Mosca A | Oblast' di Mosca B    | Città di Mosca | Volga              | Terre nere        | Sud                      | Caucaso            | Vincitore finale   |
| -------- | -------------------- | ---------------------- | ---------------- | --------------------------- | --------------------- | ------------------ | --------------------- | -------------- | ------------------ | ----------------- | ------------------------ | ------------------ | ------------------ |
| 1996     | Portovik Vladivostok | Atom Zheleznogorsk     | Zenit Čeljabinsk | Metallurg Pikalyovo         | Spartak-Telekom Šuja  | Chimki             | Moskvich-Aleko Moskva | Fili           | Energy Ulyanovsk   | Avangard Kamyshin | Rassvet Troitskoye       | Magistral Dinskaya | Chimki             |
| 1997     | Gornyak Raichikhinsk | Mirage Blagoveshchensk | Sibiryak Bratsk  | Khimik-Pogranichnik Slantsy | Spartak-Telecom Shuya | MosEnergo Noginsk  | Gigant Voskresensk    | MosKabelMet    | Gazovik Ostrogožsk | Diana Volzhsk     | Sudostroitel' Astrachan' | Alliance Anapa     | Gigant Voskresensk |

### Dieci gironi
| Stagione  | Mosca                 | Oblast' di Mosca                       | Sud-ovest                      | Estremo oriente                      | Nord-ovest                   | Anello d'oro                    | Volga                      | Siberia                    | Sud                              | Urali e Siberia occidentale | Vincitore finale        |
| --------- | --------------------- | -------------------------------------- | ------------------------------ | ------------------------------------ | ---------------------------- | ------------------------------- | -------------------------- | -------------------------- | -------------------------------- | --------------------------- | ----------------------- |
| 1998      | Spartak‑Čukotka Mosca | Vitjaz' Podol'sk                       | Oskol Staryj Oskol             | Viktoriya Komsomolsk-on-Amur         | Oazis Yartsevo               | Mašinostroitel Kirov            | Metallurg Vyksa            | Reformatsiya Abakan        | SKA Rostov                       | RTI Yekaterinburg           | SKA Rostov              |
| 1999      | MosKabel'Met Mosca    | Krasnoznamensk-Seljatino               | Elec                           | Viktoriya Komsomolsk-on-Amur         | Pskov                        | Severstal Cherepovets           | Yoshkar-Ola                | Olimpik Novosibirsk        | Signal Izobil'ny                 | Titan Berezniki             | Lokomotiv-Tajm          |
| 2000      | Torpedo-ZIL           | Vitjaz' Podol'sk (A) e CYSS Khimki (B) | Saljut-Ėnergija                | Viktoriya Komsomolsk-on-Amur         | Svetogorec                   | Torpedo Vladimir                | Alnas                      | Čkalovec-1936              | Lokomotiv-Tajm                   | Titan Berezniki             | Lokomotiv-Tajm          |
| 2001      | Mostransgaz Selyatino | Reutov                                 | Magnit Zheleznogorsk           | Portovik                             | Kondopoga                    | BSK Spirovo                     | Zenit Penza                | Torpedo-Alttrak Rubcovsk   | Nart Čerkessk                    | Lukoil Čeljabinsk           | NemCom Krasnodar        |
| 2002      | Nosorogi Volodarskiy  | Lobnya-Alla Lobnya                     | Tekstil'ščik Kamyšin           | Neftyanik Nogliki                    | FK Pikalyovo                 | Ratmir Tver                     | Lokomotiv Nizhniy Novgorod | Energis Irkutsk            | Mašuk Pjatigorsk                 | Tobol Kurgan                | Tekstil'ščik Kamyšin    |
| 2003      | Almaz                 | Lobnya-Alla Lobnya                     | Rotor-2                        | Portovik                             | Baltika-TARKO Kaliningrad    | Volga Tver'                     | Rubin-2                    | Raspadskaya Mezhdurechensk | Nart Nartkala                    | Metallurg Zlatoust          | Aruan Nartkala          |
| 2004      | Presnja               | Lokomotiv-Mosotryad No. 99 Protvino    | Lokomotiv Liski                | Portovik                             | Lokomotiv S.P.               | MZhK Ryazan                     | Naberezhnye Chelny         | Chkalovets Novosibirsk     | Avangard Lazarevskoye            | Tjumen'                     | Avangard Lazarevskoye   |
| 2005      | Torpedo-RG            | Fortuna Mytishchi (A) e Dmitrov (B)    | Dinamo Voronež                 | Portovik                             | Baltika-2                    | Ryazanskaya GRES Novomichurinsk | Junit Samara               | Raspadskaya Mezhdurechensk | Černomorec Novorossijsk          | Tjumen'                     | Černomorec Novorossijsk |
| 2006      | Zelenograd            | Znamja Truda (A) e Titan Klin (B)      | Torpedo Volžskij               | Sachalin                             | Apatit Kirovsk               | Kooperator Vichuga              | Sokol Saratov              | Raspadskaya Mezhdurechensk | Batajsk                          | Magnitogorsk                | Batajsk                 |
| 2007      | Spartak-Avto Mosca    | Chimik Dzeržinsk                       | Znamja Truda (A) e Dmitrov (B) | Portovik-Ėnergija                    | Sever Murmansk               | Kooperator Vichuga              | Zodiak-Oskol               | Raspadskaya Mezhdurechensk | Nika Krasny Sulin                | Gornjak Učaly               | Chimik Dzeržinsk        |
| 2008      | Spartak-Avto Mosca    | Template:Calcio Avangard Podolsk       | Fakel-StroyArt Voronezh        | LuTEK-Energiya Luchegorsk            | Torpedo San Pietroburgo      | Dinamo Kostroma                 | RossKat Neftegorsk         | Dynamo Biysk               | Abinsk                           | Torpedo Miass               | Fakel-StroyArt Voronezh |
| 2009      | Torpedo Mosca         | Zorkij Krasnogorsk (A) e Mytishchi (B) | MiK Kaluga                     | LuTEK-Energiya Luchegorsk            | Apatit Kirovsk               | Kooperator Vichuga              | Zenit Penza                | Dynamo Biysk               | Malka                            | Torpedo Miass               | Torpedo Miass           |
| 2010      | KAIT-Sport Mosca      | Podol'e (A) e Oka Beloomut (B)         | Elec                           | LuTEK-Energiya Luchegorsk            | Khimik Koryazhma             | Kooperator Vichuga              | Syzran'-2003               | Raspadskaya Mezhdurechensk | Biolog-Novokubansk               | Torpedo Miass               | Podol'e                 |
| 2011-2012 | Prialit Reutov        | Dolgoprudnyj (A) e Znamja Noginsk (B)  | Khimik Rossosh                 | LuTEK-Energiya Luchegorsk            | Rus' S.Pietroburgo           | Kooperator Vichuga              | Spartak Joškar-Ola         | Dynamo Biysk               | Volgar' Astrachan'               | Tobol Tobolsk               | Finali non disputate    |
| 2012-2013 | Zelenograd            | Kolomna (A) e Povarovo (B)             | Dinamo Brjansk                 | LuTEK-Energiya Luchegorsk            | Zvezda San Pietroburgo       | Dinamo Kostroma                 | Shakhtyor Peshelan         | Raspadskaya Mezhdurechensk | Dinamo Rostov-sul-Don            | Metallurg Asha              | Shakhtyor Peshelan      |
| 2013      | Zelenograd            | Shakhtyor Volga-Olimpinets             | Vybor Kurbatov                 | LuTEK-Energiya Luchegorsk            | Zvezda San Pietroburgo       | Dinamo Kostroma                 | Olimpik Mytishchi          | Metallurg Novokuzneck      | Dynamo Sbornaya Stavropol        | Metallurg Asha              | Vybor Kurbatov          |
| 2014      | Zelenograd            | Sergiyevsk                             | Energomaš                      | Belogorsk                            | Karelija Petrozavodsk        | Šinnik-M                        | Titan Klin                 | Restavratsiya Krasnoyarsk  | SKA Rostov                       | Metallurg Asha              | Metallurg Asha          |
| 2015      | Zelenograd            | Lyubertsy                              | Rotor                          | Dalstroyindustriya Komsomolsk        | Zvezda San Pietroburgo       | Dinamo Kostroma                 | Sergiyevsk                 | Restavratsiya Krasnoyarsk  | Volgar' Astrachan'               | Metallurg Asha              | Lyubertsy               |
| 2016      | Troitsk               | Olimpik Mytishchi                      | Atom Novovoronezh              | Belogorsk                            | Zvezda San Pietroburgo       | Murom                           | Dzherzhinsk-TS             | Restavratsiya Krasnoyarsk  | Sbornaya RO Rostselmash          | Ural-2                      | Zvezda San Pietroburgo  |
| 2017      | Rosich M              | Kvant Obninsk                          | Metallurg-Oskol                | Nogliki                              | Zvezda San Pietroburgo       | Cherepovets                     | Torpedo Dimitrovgrad       | Novokuzneck                | Akhmat Khosi-Yurt Tsentaroy      | Metallurg Asha              | Metallurg-Oskol         |
| 2018      | Rosich M              | Lyubertsy (A) e Olimp Chimki (B)       | Metallurg-Oskol                | Nogliki                              | Khimik Koryazhma             | Fakel Kirov                     | Khimik-Avgust Vurnary      | Novokuzneck                | Maras-IngGU Nazran               | Metallurg Asha              | Khimik-Avgust Vurnary   |
| 2019      | Rosich M              | Olimp-2 Khimki                         | Krasnyj Smolensk               | Nogliki                              | Market Sveta San Pietroburgo | Cherepovets                     | Khimik-Avgust Vurnary      | Novokuzneck                | Aksay                            | Metallurg Asha              | Aksay                   |
| 2020      | Rosich M              | Legion Ivanteyevka                     | Lokomotiv Liski                | Blagoveščensk (A) e Smena K.N.A. (B) | Dinamo San Pietroburgo       | Dinamo Vologda                  | Dorožnik Kamenka           | Tom' Tomsk-2               | Stavropol Agro Soyuz Ivanovskoye | Torpedo Miass               | Dorožnik Kamenka        |